# Parc national marin des Abrolhos
Pour les articles homonymes, voir Abrolhos.
Le parc national marin des Abrolhos (en portugais : Parque Nacional Marinho dos Abrolhos) est une réserve naturelle située dans l'archipel des Abrolhos au large de la côte de l'océan Atlantique du Brésil. Le parc est compris entre les 17° 25′ et 18° 09′ de latitudes Sud et entre 38° 33′ et 39° 05′ de longitudes Ouest. C'est le premier parc national marin brésilien et il est protégé par le décret no 88.218, du 6 avril 1983. Le parc est également reconnu site Ramsar depuis 2010.

## Faune
L'archipel des Abrolhos héberge près de 95 espèces de poissons dont les carangidae, les acanthuridae ou les pomacanthidae ; des oiseaux marins comme le fou masqué (Sula dactylatra) ou le fou brun (Sula leucogaster) ; des tortues marines comme les caouannes (Caretta caretta), les tortues vertes (Chelonia mydas), les tortues imbriquées (Eretmochelys imbricata) ; des mollusques. Chaque fin d'année, de très nombreuses baleines à bosse (Megaptera novaeangliae) provenant de l'océan Austral, migrent aux Abrolhos, afin de procréer et d'allaiter leurs petits loin de leurs prédateurs.
L'archipel possède des grands récifs de corail dont certains mesurent plus de vingt mètres de haut, comme le récif Chapeiroes da Sueste. On y observe 17 espèces de corail sur les 18 répertoriées au Brésil, dont les espèces endémiques Mussismilia braziliensis, Mussismilia hispida, Mussismilia harttii, Siderastrea stellata, Favia gravida et Favia leptophylla. Les cnidaires de type polype sont les plus représentés.

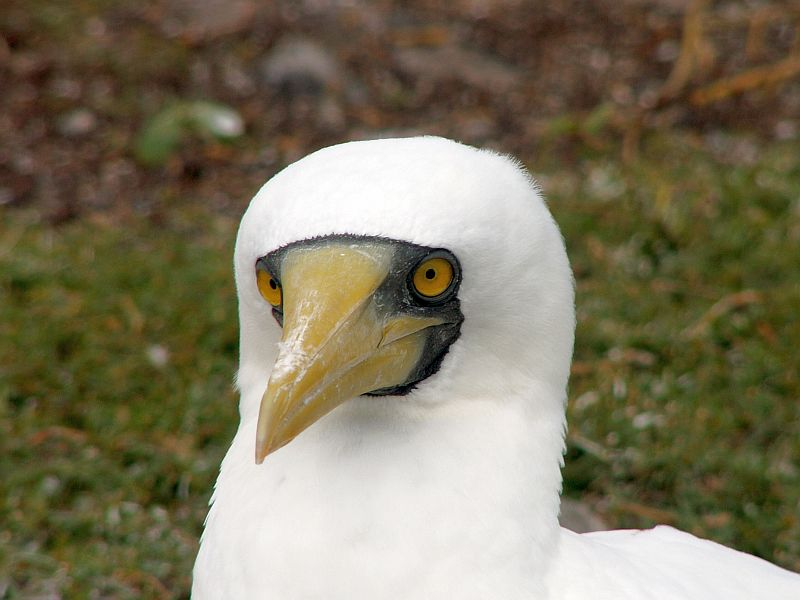
Un fou masqué (Sula dactylatra)
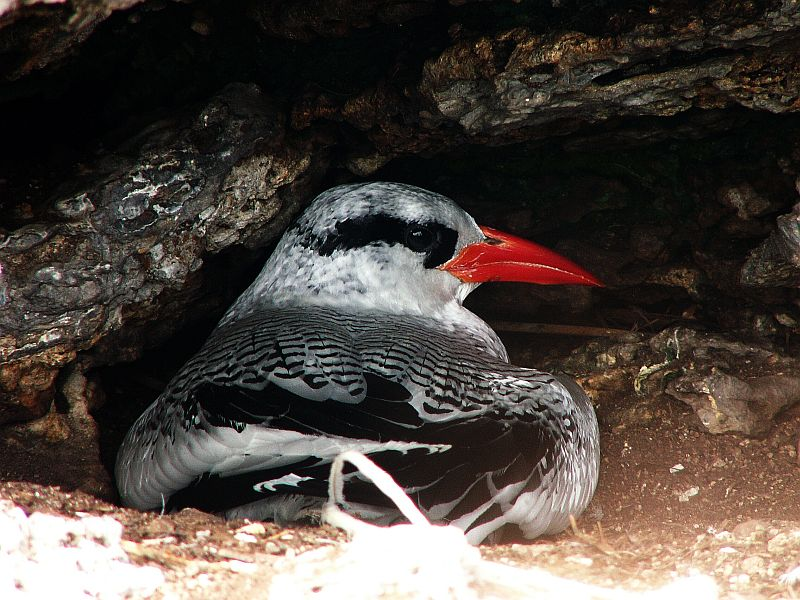
Un phaéton à bec rouge (Phaethon aethereus)
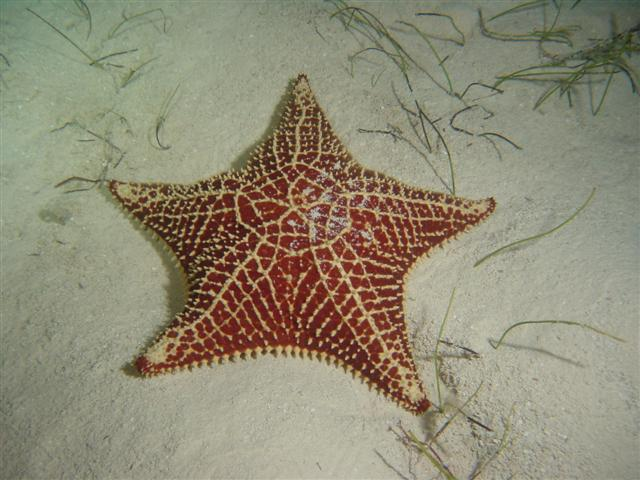
Une étoile de mer (Oreaster reticulatus)
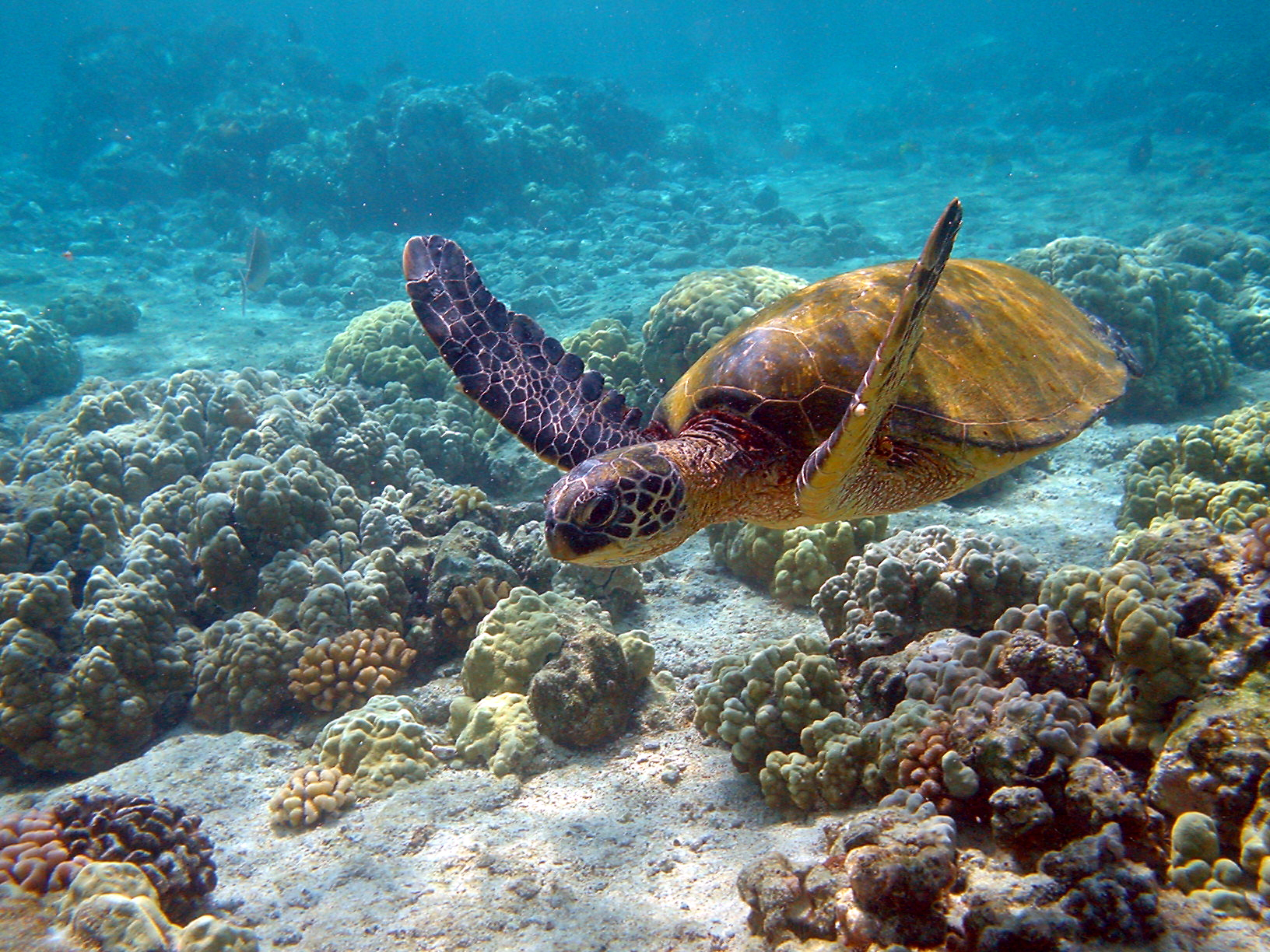
Une tortue verte (Chelonia mydas)

## Site touristique
L'archipel est devenu un site touristique d'observation des baleines (whale watching) et un site de plongée grâce aux conditions excellentes : la transparence de l'eau avec une visibilité de 25 à 30 m et la température de l'eau comprise entre 22 et 28 °C. Cependant, il n'existe aucune infrastructure touristique dans l'archipel, et il est interdit de débarquer sur les îles à l'unique exception de l'île principale Santa Barbara sur laquelle un militaire assigné par la Marine brésilienne vit avec sa famille.